# CureVac
CureVac – niemieckie przedsiębiorstwo biotechnologiczne założone w 2000 roku.
Działalność przedsiębiorstwa koncentruje się na odkrywaniu i opracowywaniu szczepionek opartych na informacyjnym RNA (mRNA).
Przedsiębiorstwo zatrudnia 460 osób na całym świecie (2020). Jego siedziba mieści się w Tybindze.